# Temporada 1998-1999 del FC Barcelona (femení)
La temporada 1998-99 és la 11a en la història del Club Femení Barcelona.

## Desenvolupament de la temporada
Les jugadores queden cinquenes classificades del grup 3 de Divisió d'Honor i no es classifiquen per la final a quatre.
El nou entrenador a la banqueta blaugrana és Salvador Casals.

## Jugadores i cos tècnic

### Plantilla
La plantilla i el cos tècnic del primer equip per a l'actual temporada (manca informació) són els següents:
| N. | Pos. | Nac. | Jugador     |
| -- | ---- | --- | ----------- |
| —  | POR  | [[Fitxer:Flag of Catalonia.svg\|23x15px\|border \|alt=Catalunya\|link=Selecció de futbol de Catalunya\|{{#if:\|]] | Roser Serra |

| N. | Pos. | Nac. | Jugador |
| -- | ---- | ---- | ------- |

### Cos tècnic
- Entrenador:  Salvador Casals

## Partits
Victòria       Empat       Derrota

### Lliga
| 20 de setembre de 1998 | Club Femení Barcelona | 8-0   | CF Pardinyes (femení) | Barcelona, Catalunya                        |  |
| Jornada 1              |                       | [ 2 ] |                       | Zona Esportiva del FC Barcelona Catalunya · |  |

| 27 de setembre de 1998 | Club de Futbol Femení Athenas | 0-4   | Club Femení Barcelona | Barcelona, Catalunya |  |
| Jornada 2              |                               | [ 2 ] |                       |                      |  |

| 4 d'octubre de 1998 | Club Femení Barcelona | 2-2   | Sant Vicent València Club de Futbol | Barcelona, Catalunya                        |  |
| Jornada 3           |                       | [ 2 ] |                                     | Zona Esportiva del FC Barcelona Catalunya · |  |

| 18 d'octubre de 1998 | RCD Espanyol (femení) | 3-1   | Club Femení Barcelona | Barcelona, Catalunya |  |
| Jornada 4            |                       | [ 2 ] |                       |                      |  |

| 25 d'octubre de 1998 | Club Femení Barcelona | 5-3   | Terrassa Futbol Club (femení) | Barcelona, Catalunya                        |  |
| Jornada 5            |                       | [ 2 ] |                               | Zona Esportiva del FC Barcelona Catalunya · |  |

| 1 de novembre de 1998 | Club Futbol Femení Tortosa Ebre | 1-3   | Club Femení Barcelona | Tortosa, Catalunya               |  |
| Jornada 6             |                                 | [ 2 ] |                       | Municipal de Tortosa Catalunya · |  |

| 8 de novembre de 1998 | Club Femení Barcelona | 8-0   | Societat Esportiva Mercat Nou Magòria (femení) | Barcelona, Catalunya                        |  |
| Jornada 7             |                       | [ 2 ] |                                                | Zona Esportiva del FC Barcelona Catalunya · |  |

| 15 de novembre de 1998 | Unió Esportiva Breda (femení) | 0-1   | Club Femení Barcelona | Breda, Catalunya |  |
| Jornada 8              |                               | [ 2 ] |                       |                  |  |

| 22 de novembre de 1998 | Unió Esportiva L'Estartit (femení) | 2-1   | Club Femení Barcelona | L'Estartit, Torroella de Montgrí, Catalunya |  |
| Jornada 9              |                                    | [ 2 ] |                       |                                             |  |

| 29 de novembre de 1998 | Club Femení Barcelona | 2-1   | Unió Esportiva Cornellà (femení) | Barcelona, Catalunya                        |  |
| Jornada 10             |                       | [ 2 ] |                                  | Zona Esportiva del FC Barcelona Catalunya · |  |

| 13 de desembre de 1998 | Centre d'Esports Sabadell Futbol Club (femení) | 3-3   | Club Femení Barcelona | Sabadell, Catalunya |  |
| Jornada 11             |                                                | [ 2 ] |                       |                     |  |

| 20 de desembre de 1998 | Club Femení Barcelona | 1-1   | Club de Fútbol Llers (femení) | Barcelona, Catalunya                        |  |
| Jornada 12             |                       | [ 2 ] |                               | Zona Esportiva del FC Barcelona Catalunya · |  |

| 3 de gener de 1999 | Club Deportiu Blanes (femení) | 1-3   | Club Femení Barcelona | Blanes, Catalunya |  |
| Jornada 13         |                               | [ 2 ] |                       |                   |  |

| 10 de gener de 1999 | CF Pardinyes (femení) | 1-8   | Club Femení Barcelona | Pardinyes, Catalunya |  |
| Jornada 14          |                       | [ 2 ] |                       |                      |  |

| 17 de gener de 1999 | Club Femení Barcelona | 14-1  | Club de Futbol Femení Athenas | Barcelona, Catalunya                        |  |
| Jornada 15          |                       | [ 2 ] |                               | Zona Esportiva del FC Barcelona Catalunya · |  |

| 24 de gener de 1999 | Sant Vicent València Club de Futbol | 7-1   | Club Femení Barcelona | València, Comunitat Valenciana |  |
| Jornada 16          |                                     | [ 2 ] |                       |                                |  |

| 31 de gener de 1999 | Club Femení Barcelona | 2-4   | Reial Club Deportiu Espanyol de Barcelona | Barcelona, Catalunya                        |  |
| Jornada 17          |                       | [ 2 ] |                                           | Zona Esportiva del FC Barcelona Catalunya · |  |

| 14 de febrer de 1999 | Terrassa Futbol Club (femení) | 1-3   | Club Femení Barcelona | Terrassa, Catalunya |  |
| Jornada 18           |                               | [ 2 ] |                       |                     |  |

| 21 de febrer de 1999 | Club Femení Barcelona | 5-1   | Club Futbol Femení Tortosa Ebre | Barcelona, Catalunya                        |  |
| Jornada 19           |                       | [ 2 ] |                                 | Zona Esportiva del FC Barcelona Catalunya · |  |

| 28 de febrer de 1999 | Societat Esportiva Mercat Nou Magòria (femení) | 1-5   | Club Femení Barcelona | Barcelona, Catalunya |  |
| Jornada 20           |                                                | [ 2 ] |                       |                      |  |

| 14 de març de 1999 | Club Femení Barcelona | 5-0   | Unió Esportiva Breda (femení) | Barcelona, Catalunya                        |  |
| Jornada 21         |                       | [ 2 ] |                               | Zona Esportiva del FC Barcelona Catalunya · |  |

| 21 de març de 1999 | Club Femení Barcelona | 2-0   | Unió Esportiva L'Estartit (femení) | Barcelona, Catalunya                        |  |
| Jornada 22         |                       | [ 2 ] |                                    | Zona Esportiva del FC Barcelona Catalunya · |  |

| 28 de març de 1999 | Unió Esportiva Cornellà (femení) | 0-2   | Club Femení Barcelona | Cornellà de Llobregat, Catalunya |  |
| Jornada 23         |                                  | [ 2 ] |                       |                                  |  |

| 11 d'abril de 1999 | Club Femení Barcelona | 5-2   | Centre d'Esports Sabadell Futbol Club (femení) | Barcelona, Catalunya                        |  |
| Jornada 24         |                       | [ 2 ] |                                                | Zona Esportiva del FC Barcelona Catalunya · |  |

| 25 d'abril de 1999 | Club de Fútbol Llers (femení) | 4-1   | Club Femení Barcelona | Llers, Catalunya |  |
| Jornada 25         |                               | [ 2 ] |                       |                  |  |

| 2 de maig de 1999 | Club Femení Barcelona | 4-2   | Club Deportiu Blanes (femení) | Barcelona, Catalunya                        |  |
| Jornada 26        |                       | [ 2 ] |                               | Zona Esportiva del FC Barcelona Catalunya · |  |